# Pinksteren
Pinksteren (Koinè: Πεντηκοστή, Pentèkostè, "de vijftigste [dag]") of Sinksen is een christelijke feestdag, waarmee de uitstorting van de Heilige Geest wordt herdacht. Deze uitstorting wordt beschouwd als het begin van het christendom en als de eerste christelijke opwekking.

## Datum
Pinksteren wordt gevierd op de zevende zondag na Pasen, tien dagen na Hemelvaartsdag. Het is daarmee de 49e (of 50e, als de eerste dag wordt meegeteld) dag na Pasen en de laatste dag van de paascyclus.
Binnen de katholieke traditie volgen de volgende feestdagen op Pinksteren: het feest van de Heilige Drie-eenheid, het feest van het Heilig Sacrament en van het Heilig Hart.
Het pinksterfeest markeert het laatste feest van het liturgisch jaar. De tijd vanaf de pinkstermaandag tot aan advent heet ook wel "de grote groene tijd door het jaar". De tijd van verloren maandag tot aan de veertigdagentijd heet ook wel "de kleine groene tijd door het jaar".
| jaar    | Vastenavond (dinsdag) | Eerste paasdag (zondag) | Hemelvaartsdag (donderdag) | Eerste pinksterdag (zondag) |
| ------- | --------------------- | ----------------------- | -------------------------- | --------------------------- |
| Vroegst | 3 februari            | 22 maart                | 30 april                   | 10 mei                      |
| Laatst  | 9 maart               | 25 april                | 3 juni                     | 13 juni                     |
| 2015    | 17 februari           | 5 april                 | 14 mei                     | 24 mei                      |
| 2016    | 9 februari            | 27 maart                | 5 mei                      | 15 mei                      |
| 2017    | 28 februari           | 16 april                | 25 mei                     | 4 juni                      |
| 2018    | 13 februari           | 1 april                 | 10 mei                     | 20 mei                      |
| 2019    | 5 maart               | 21 april                | 30 mei                     | 9 juni                      |
| 2020    | 25 februari           | 12 april                | 21 mei                     | 31 mei                      |
| 2021    | 16 februari           | 4 april                 | 13 mei                     | 23 mei                      |
| 2022    | 1 maart               | 17 april                | 26 mei                     | 5 juni                      |
| 2023    | 21 februari           | 9 april                 | 18 mei                     | 28 mei                      |
| 2024    | 13 februari           | 31 maart                | 9 mei                      | 19 mei                      |
| 2025    | 4 maart               | 20 april                | 29 mei                     | 8 juni                      |
| 2026    | 17 februari           | 5 april                 | 14 mei                     | 24 mei                      |
| 2027    | 9 februari            | 28 maart                | 6 mei                      | 16 mei                      |
| 2028    | 29 februari           | 16 april                | 25 mei                     | 4 juni                      |
| 2029    | 13 februari           | 1 april                 | 10 mei                     | 20 mei                      |
| 2030    | 5 maart               | 21 april                | 30 mei                     | 9 juni                      |
| 2031    | 25 februari           | 13 april                | 22 mei                     | 1 juni                      |
| 2032    | 10 februari           | 28 maart                | 6 mei                      | 16 mei                      |
| 2033    | 1 maart               | 17 april                | 26 mei                     | 5 juni                      |
| 2034    | 21 februari           | 9 april                 | 18 mei                     | 28 mei                      |
| 2035    | 6 februari            | 25 maart                | 3 mei                      | 13 mei                      |
| 2036    | 26 februari           | 13 april                | 22 mei                     | 1 juni                      |
| 2037    | 17 februari           | 5 april                 | 14 mei                     | 24 mei                      |
| 2038    | 9 maart               | 25 april                | 3 juni                     | 13 juni                     |
| 2039    | 22 februari           | 10 april                | 19 mei                     | 29 mei                      |
| 2040    | 14 februari           | 1 april                 | 10 mei                     | 20 mei                      |
| 2041    | 5 maart               | 21 april                | 30 mei                     | 9 juni                      |
| 2042    | 18 februari           | 6 april                 | 15 mei                     | 25 mei                      |
| 2043    | 10 februari           | 29 maart                | 7 mei                      | 17 mei                      |
| 2044    | 1 maart               | 17 april                | 26 mei                     | 5 juni                      |
| 2045    | 21 februari           | 9 april                 | 18 mei                     | 28 mei                      |

## Etymologie en oorsprong
De Griekse term Πεντηκοστή, Pentèkostè voor Pinksteren werd in de Septuagint (de Griekse vertaling van de Hebreeuwse Bijbel) gebruikt voor het Hebreeuwse שבועות, Shavuot, Sjavoeot, "Wekenfeest", een oogstfeest (Exodus 34:22). In het jodendom wordt dit feest 50 dagen na het feest van ongezuurde broden (Matse-feest) gevierd. Het is een oogstfeest omdat het het einde markeert van de tarweoogst die op Pesach begint. Op het Wekenfeest wordt ook de gave van de Thora aan Mozes op de Sinaï herdacht. Het verhaal over Pinksteren wordt in Handelingen van de Apostelen zo verteld dat er taalkundige verwijzingen worden gemaakt naar deze wetgeving op de Sinaï.

## Betekenis in het christendom
Tijdens het pinksterfeest wordt herdacht dat de Heilige Geest, de derde persoon van de Drie-eenheid, neerdaalde uit de hemel op de apostelen en op andere aanwezige gelovigen. Deze uitstorting van de Heilige Geest wordt gezien als de vervulling van Jezus' belofte dat God een "pleitbezorger", de Heilige Geest, zou sturen; deze zou de leerlingen "alles duidelijk maken" en "alles in herinnering brengen wat [Jezus] tegen [ze] gezegd" had (Johannes 14:26), een belofte die hij herhaalde vlak voor zijn hemelvaart (Handelingen 1:8).
Omdat Sjavoeot een oogstfeest is, is de gebruikelijke christelijke interpretatie dat met Pinksteren zou worden begonnen met het binnenhalen van de "oogst" (bekeerlingen) voor Christus.

### Het begin van de Kerk
In Handelingen wordt gesproken van ongeveer 120 leerlingen die in de dagen na Jezus' hemelvaart bij elkaar verbleven in een bovenvertrek in Jeruzalem (Handelingen 1:13-15). Na de aanwas van leerlingen vanaf Pinksteren wordt voor het eerst gesproken over een "gemeenschap" (Handelingen 2:41-42). Dit wordt over het algemeen gezien als het begin van de Kerk. De leden kwamen dagelijks bijeen in de Joodse tempel, gebruikten gezamenlijke maaltijden bij elkaar thuis en deelden alle bezit. Wie onroerend goed bezat, verkocht het en bracht de opbrengst naar de apostelen. Het geld werd vervolgens naar behoefte verdeeld onder de gelovigen (Handelingen 2:44-46; 4:32-35).

## Bijbels verhaal
Volgens het verhaal in het Nieuwe Testament verbleef Jezus na zijn dood op Goede Vrijdag en zijn verrijzenis met Pasen nog veertig dagen lang (tot zijn hemelvaart) onder zijn leerlingen, waarbij hij hen uitlegde wat de betekenis was van alles wat hij gedaan had tijdens zijn openbare optreden. In die tijd zou Jezus zijn verschenen aan meer dan 500 van zijn leerlingen tegelijk (1 Korintiërs 15:6). Op de veertigste dag van Pasen (dat is de negenendertigste dag na eerste paasdag) bleven de leerlingen na Jezus' hemelvaart alleen achter.
In de tien dagen tussen de Jezus' hemelvaart en Pinksteren bleven de leerlingen in Jeruzalem en wijdden zich aan gebed. Ook kozen de ongeveer 120 verzamelde leerlingen een nieuwe apostel in plaats van Judas Iskariot. Met behulp van loting werd Mattias aangewezen (Handelingen 1:14-26).

### Uitstorting van de Heilige Geest

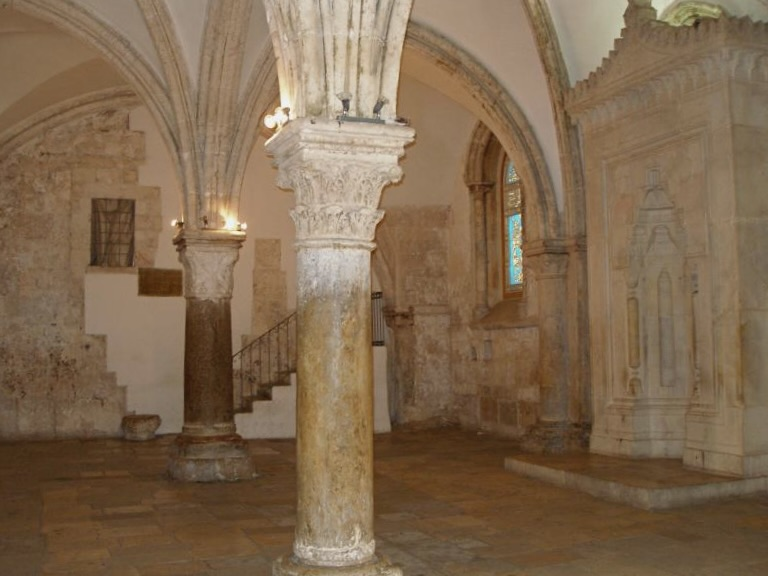
De "bovenzaal" (Cenaculum) op de berg Zion. Zo genoemd, omdat sommigen dit houden voor de ruimte waar het Laatste Avondmaal werd gehouden (Marcus 14:15) en de Heilige Geest werd uitgestort (Handelingen 1:13-15)

Het verhaal over Pinksteren staat in Handelingen 2:1-41. Op Pinksteren waren "ze allen" weer bij elkaar; deze uitdrukking kan zowel op de apostelen duiden als op de eerder genoemde 120 leerlingen. Uit de tekst kan ook worden opgemaakt dat ze weer in de bovenzaal waren waarover eerder in de tekst wordt gesproken.

Plotseling kwam er uit de hemel een geluid dat leek op een enorme windvlaag en het vulde het hele huis, waar zij zaten. Op hun hoofden vertoonden zich tongen als van vuur, die zich verdeelden, en het zette zich op ieder van hen. Zij werden allen vervuld met de Heilige Geest en begonnen in vreemde talen te spreken, zoals de Geest het hen gaf uit te spreken.
— Handelingen 2:1-4

De mensen die nu vervuld waren met de Heilige Geest gingen naar buiten en spraken tongentaal, profeteerden en verkondigden het evangelie in allerlei talen. De "vrome Joden" die in Jeruzalem woonden, afkomstig "uit ieder volk op aarde", dromden samen en waren verbaasd dat zij de apostelen en leerlingen in hun eigen taal hoorden spreken (Handelingen 2:6-13).

### Petrus' toespraak en doop van drieduizend mensen
Volgens Handelingen 2:14-36 nam de apostel Petrus het woord en hield een toespraak, waarin de dood en herrijzenis van Jezus centraal stond. Hij legde uit dat al deze gebeurtenissen al voorzegd waren door de profeet Joël, waarbij hij Joël 2:28-30 citeerde. Petrus maande de menigte zich te keren tot Jezus om vergeving van zonden te krijgen. Toen iemand vroeg hoe, antwoordde hij: "Heb berouw, en laat u dopen in de naam van Jezus Christus tot vergeving van de zonden, en u zult de Heilige Geest ontvangen." Drieduizend mensen zouden vervolgens gehoor hebben gegeven aan deze oproep en zich dezelfde dag nog hebben laten dopen.

## Viering door de eeuwen heen
Wanneer Pinksteren voor het eerst werd gevierd in de christelijke kerk is niet bekend. Paulus' vermelding van het pinksterfeest in 1 Korintiërs 16:8 (ca. 55 n.Chr.) kan een aanwijzing zijn dat dit een van de oudste christelijke feesten is, hoewel de meeste commentators denken dat het een verwijzing is naar het joodse feest, net als de vermelding in Handelingen 20:16. De eerste vermelding waarvan zeker is dat het de christelijke en niet de joodse viering betreft, is in de Epistula Apostolorum, een 2e-eeuws pseudepigrafisch werk uit de Oosterse kerk. Het vieren van Pinksteren was in de tweede eeuw door Montanus belangrijker gevonden dan het Paasfeest.
De Assyrische en Palestijnse kerk stelden vanaf de 3e eeuw aanvankelijk de hemelvaart van Jezus centraal, maar het accent verschoof vanaf het einde van de 4e eeuw naar de neerdaling van de Heilige Geest, zodat de "vijftigste dag" sindsdien een zelfstandig statuut heeft. Ook de Romeinse liturgie speelde hierbij een rol.
Met name in de vroege middeleeuwen was Pinksteren een zeer belangrijk christelijk feest. Het ging toen gepaard met een week van verplichte rust, bekend als de Heilige Geestweek. De Heilige Geestweek werd in 813 al wat ingekort. Tot de standaard pinksterrituelen behoorden het loslaten van duiven in de kerk, het strooien van blaadjes van pioenrozen, het blazen op de klaroen en het houden van steekspelen. Vanaf 1414 kende Pinksteren nog slechts drie verplichte rustdagen. Bij de Synode van Dordrecht (1618) werd bepaald dat hier nog een dag afging. Desondanks heeft de derde rustdag ("pinksterdrie") op sommige plaatsen tot op de dag van vandaag standgehouden.

## Pinksterbeweging
De pinksterbeweging is een protestantse stroming binnen het christendom die sterker dan veel andere stromingen de nadruk legt op de persoon en het werk van de Heilige Geest. Daarom is de beweging vernoemd naar Pinksteren. Afzonderlijke of daaruit voortgekomen gemeenschappen binnen de beweging heten pinkstergemeenten. Vooral in de jaren 70 van de twintigste eeuw is de beweging gegroeid. Ze heeft inmiddels veel aftakkingen over de hele wereld.

## Muziek
Een van de bekendste gezangen voor het feest van Pinksteren is de hymne Veni Creator Spiritus. Gustav Mahler gebruikte een belangrijk deel van de tekst voor een toonzetting van het eerste deel van zijn Achtste symfonie. De Franse componist Maurice Duruflé nam de melodie tot uitgangspunt van zijn orgelcompositie Prélude, Adagio et Choral varié sur le thème du Veni creator spiritus.
Johann Sebastian Bach schreef voor de eerste pinksterdag drie cantates: BWV 34, 74 en 173, voor tweede pinksterdag twee cantates: BWV 68 en 174, en voor derde pinksterdag twee cantates: BWV 175 en 184.

## Feesten en tradities gevierd rond Pinksteren

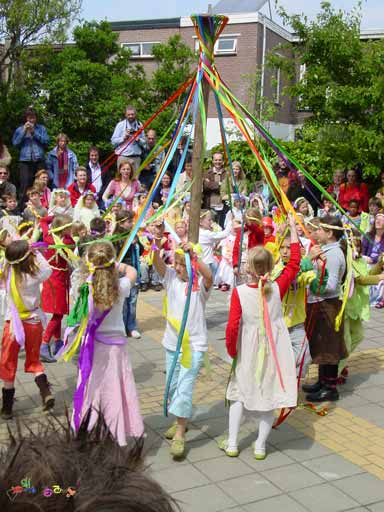
Pinksterkrone of pinksterbloem

Aan de dagen rond Pinksteren hebben zich in de loop der tijd allerlei feesten en gebruiken gehecht, die losstaan van de kerkelijke pinksterviering en die buiten worden gevierd, zoals schuttersfeesten, kermissen, wedstrijden en voorjaarsfeesten. Veel van deze gebruiken zijn weer verdwenen, andere zijn onder voortdurende verandering blijven bestaan, of zijn weer in ere hersteld en hebben nieuwe vormen gekregen. Daarnaast zijn er ook steeds nieuwe evenementen bij gekomen.
Tot in de 19e eeuw bestond de gewoonte om een met bloemen, stro en kransen opgetuigde os of hamel door het dorp te leiden. Ook werden er vaak koekoeken geschoten en opgegeten. Tot in de 20e eeuw was het gebruikelijk om elkaar een pinkstergroet te sturen, bijvoorbeeld in de vorm van een wenskaart.

### Nederland
Al in de middeleeuwen werden er voorjaarsfeesten gehouden. Volgens sommige theorieën zijn deze feesten beïnvloed door voorchristelijke voorjaarsriten van Germanen, Kelten en andere oud-Europese volkeren. Onderzoekers stelden vast dat dit is gebaseerd op allerlei twijfelachtige reconstructies en speculaties. De voorjaarsfeesten die vroeger algemeen met Pinksteren verbonden waren, zijn nu zo goed als verdwenen. Hun geschiedenis gaat terug tot de middeleeuwen, maar historische gegevens zijn schaars en summier.
Een van de voorjaarsfeesten was de viering van de pinksterblom (dit was fluitenkruid en niet de pinksterbloem). Het mooiste meisje van het dorp werd dan tot pinksterbloem gekozen. Traditionele Nederlandse pinkster(blom)liederen zijn bekend vanaf de 17e eeuw - zoals Van de Pinxter-blom (1676), dansmelodie Fiere Pinxter Bloem (begin 18e eeuw), pinksterbruidliedje Doar kom wi'j an met de Pinksterbroed (Twente, midden 19e eeuw), Hier is onze fiere Pinksterblom (Terschelling, begin 20e eeuw, populair bij de toenmalige AJC).
Een verdwenen traditie is het pinkstermelken: boeren gaven bij wijze van offer melk aan jongens in de buurt, opdat het een goed melkjaar zou worden.
Sinds 1971 wordt tijdens het pinksterweekend jaarlijks de christelijke en interkerkelijke Pinksterconferentie van Stichting Opwekking gehouden. Vanaf 1996 vindt de conferentie plaats op het evenemententerrein naast Walibi Holland bij Biddinghuizen. In 2018 trok dit evenement met een pinksterachtergrond zo'n 75.000 bezoekers, waarmee het het grootste christelijke evenement in Nederland is. In Friesland worden christelijke pinksterfeesten in Wijnjewoude en Veenklooster georganiseerd, die beiden enkele duizenden bezoekers trekken.
In Ootmarsum vindt op tweede pinksterdag, 's ochtends in alle vroegte, de afsluiting plaats van de paasgebruiken zoals die daar worden gehouden: de paaskerels gaan vanuit Ootmarsum per fiets naar de kerk in Vasse om daar de mis bij te wonen.
Op 30 mei 1574 sloegen geuzen bij Purmerend en Wormer aanvallen van de Spanjaarden af in de Tachtigjarige Oorlog. Dit was vlak voor Pinksteren en de mannen kregen van hun leider Diederik Sonoy een extra vrije dag op de dinsdag na Pinksteren. Zo ontstond de traditie van "Pinksterdrie", die in Purmerend en omgeving sindsdien heeft standgehouden.

#### Evenementen
Omdat Pinksteren landelijke vrije dagen zijn, worden er op en rond die dagen ook allerlei evenementen op georganiseerd die met het Pinksteren zelf niets te maken hebben.
- Op de zaterdag voor Pinksteren wordt sinds 1965, vooral in Noord-Holland, luilak gevierd.[17] Deze viering is al eeuwen ouder, maar werd in de periode vanaf 1884 ontmoedigd.[18]
- Sinds 1966 wordt het VERON-Pinksterkamp gehouden door en voor leden van de Vereniging voor Experimenteel Radio Onderzoek Nederland.
- In Zuid-Limburg vindt sinds 1970 elk jaar in het pinksterweekend Pinkpop plaats, dat ten tijde van de eerste editie nog "Pop met Pinksteren" heette. Indien Pinksteren erg vroeg valt vindt het popfestival in een ander weekend plaats.
- Het internationaal muziekfestival Music Meeting wordt sinds 2006 elk jaar tijdens het pinksterweekend gehouden.
- In het pinksterweekend wordt tussen Parijs en Rotterdam en sinds 2012 ook tussen Hamburg en Rotterdam de Roparun gelopen, een estafetteloop voor teams van in totaal 520 kilometer waarbij geld opgehaald wordt voor palliatieve zorg voor mensen met kanker.

### België
In Antwerpen start de Sinksenfoor traditioneel op Pinksteren. Deze kermis groeide van een traditionele jaarmarkt uit de 13de eeuw uit tot een van de grootste kermissen in België.
In Kortrijk worden jaarlijks tijdens het pinksterweekend de Sinksenfeesten gevierd. Tijdens dit stadsfestival, die jaarlijks meer dan 200 000 bezoekers lokt, wordt de focus gelegd op straattheater en muziek en het kent een van de grootste rommelmarkten van Vlaanderen.

### Andere landen
- Afgevaardigden van de Friezen troffen elkaar in de twaalfde en dertiende eeuw op de dinsdag na Pinksteren  bij de Upstalsboom, om recht te spreken, besluiten te nemen en zo nodig hun autonomie, de zogenoemde Friese Vrijheid te verdedigen.
- In Echternach, Groothertogdom Luxemburg, wordt al sinds de middeleeuwen op de dinsdag na Pinksteren de Echternacher Springprozession gehouden. Daarmee wordt de stichting herdacht door de H. Willibrordus van de Abdij van Echternach.
- Sinds de 12e eeuw wordt een pinksterbedevaart gehouden van de Notre Dame van Parijs naar de kathedraal van Chartres.

## Tweede pinksterdag als vrije dag
De maandag die volgt op Pinksteren (pinkstermaandag of tweede pinksterdag) is een vrije dag in veel Europese landen (zoals Andorra, België, Bulgarije, Cyprus, Denemarken, Duitsland, Frankrijk, Griekenland, Hongarije, IJsland, Liechtenstein, Luxemburg, Monaco, Nederland, Noorwegen, Oostenrijk, Roemenië en grote delen van Zwitserland) en in een aantal landen in West-Afrika, Centraal-Afrika, Zuidelijk-Afrika en Zuidoost-Afrika.